# Serhat
Ahmet Serhat Hacıpaşalıoğlu (nascut el 24 d'octubre de 1964), més conegut només per Serhat, és un cantant turc, productor i presentador de televisió.
Nascut i criat a Istanbul, Serhat va començar la seva carrera com a productor establint la seva pròpia companyia, End Productions, el 1994. En el mateix any, va començar també a produir i presentar un concurs en TRT anomenat Riziko! (Versió turca del concurs americà Jeopardy!). El 1997, amb el seu primer senzill, "Rüya-Ben Bir Daha" va començar la seva carrera musical. A més dels seus altres treballs com a presentador i productor, va continuar la seva carrera musical i va gravar "Total Disguise" (duo amb Viktor Lazlo) in 2004, "Chocolate Flavour" el 2005, "I Was So Lonely", "No No Never (Moscow-Istanbul)" i "Ya + Ti" (versió russa de "Total Disguise", tres cançons van ser duos amb Tamara Gverdsiteli) in 2008 i "Je m'adore" in 2014. Va representar a San Marino al Festival de la Cançó d'Eurovisió 2016 a Estocolm, interpretant la cançó "I Didn't Know" a la primera semifinal d'Eurovision, tot i que sense èxit per qualificar cap a la final. al 2017 va ser publicada la versió disc de la cançó en duet amb Martha Wash, la qual va aconseguir el lloc 25 ° a la llista de Dance Club Songs, fent que Serhat fos el primer cantant turc que aparegués en ella. Al 2018 va ser publicada una nova versió de "Total Disguise" en duet amb Élena Paparizu.

## Primers anys i formació
Serhat va néixer el 24 d'octubre de l'1964, a Istanbul, Turquia. El seu pare, İsmail Hakkı, va ser un oficial naval que va néixer a Trebisonda on la seva mare va néixer, també. Va assistir a una escola primària en İcadiye, Üsküdar, i després i després a l'Escola Secundària Alemanya Privada (İstanbul Özel Alman Lisesi) a Beyoğlu, Istanbul. Es va graduar a la Facultat d'Odontologia de Universitat d'Istanbul, el 1988. El 1990, dos mesos de servei militar obligatori, a Burdur.

## Carrera

### Televisió i esdeveniments

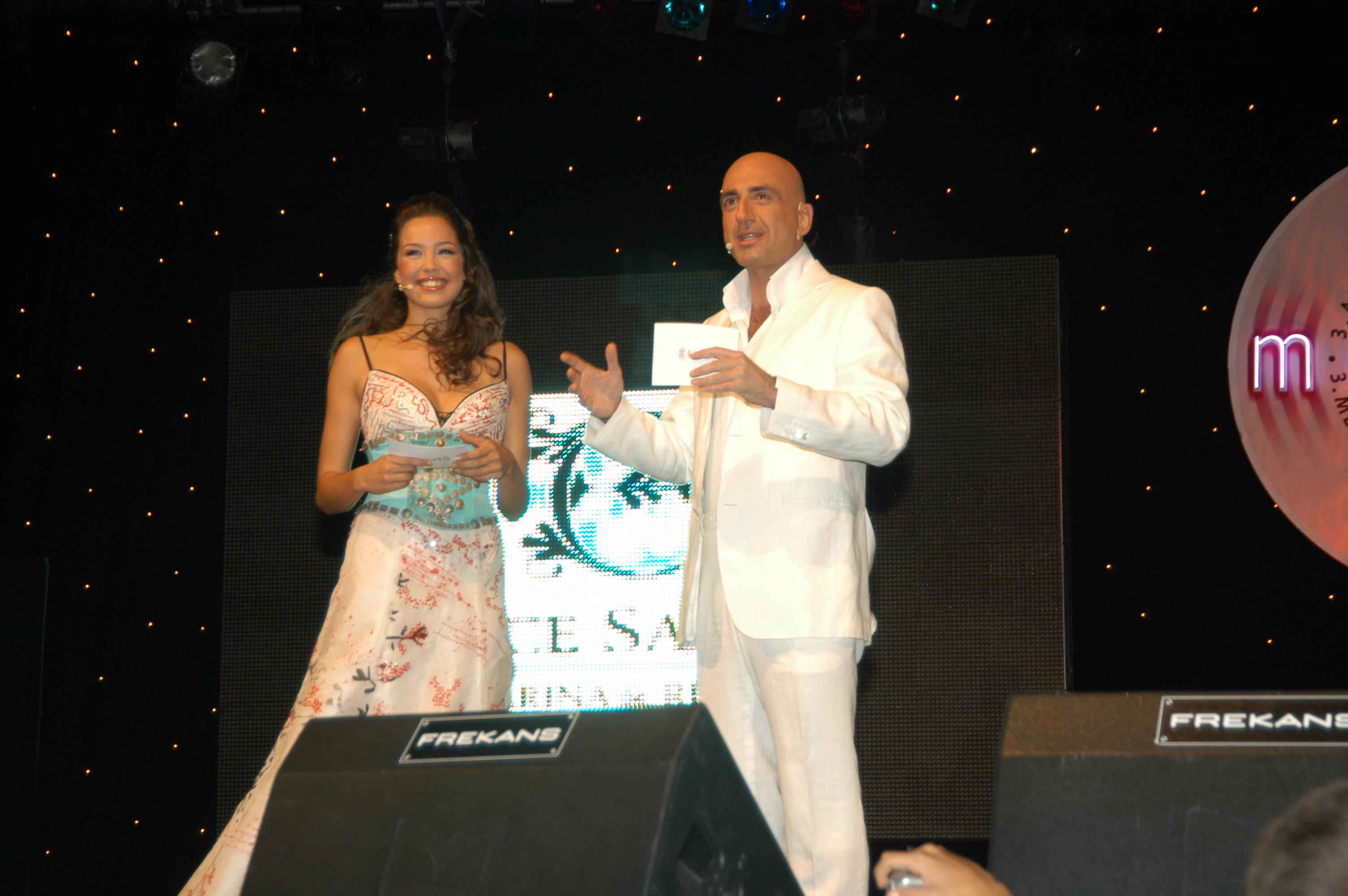
Azra Akın (esquerra) i Serhat el 2004 Megahit-International Mediterranean Song Contest.

El 1994, Serhat va establir la seva pròpia productora, End Productions. després d'un acord amb TRT, la Companyia es va convertir en productora del concurs anomenat Riziko!, versió turca del concurs americà Jeopardy!. Serhat va ser també el presentador del concurs que va començar a emetre en el 3 d'octubre de 1994. El 1995, va rebre dos premis Papallona d'Or (turc: Altın Kelebek), un com "Millor Presentador de l'Any" i un altre com "Millor Concurs de l'Any" per Riziko!. El 1996, va tornar a rebre el premi al "Millor concurs de l'Any". El programa va durar més de 430 capítols i va acabar a finals del 1996. Un concurs de nom Hedef 4 (versió turca de Connect Four) que va sortir en antena en TRT 1, al 1996 va ser produïda per End Productions. El 1997, va començar a produir el concurs Altına Hücum (versió turca de Midas Touch) per al Kanal 6, que va concloure després de 72 emissions en el mateix any. El 1998, Riziko! tornar a la televisió i va estar en antena al Kanal 7 presentat per Serhat. En el mateix any, Hedef 4 va sortir a antena en Kanal 7 també i va acabar l'any següent. Riziko! va acabar en 1999 i en el mateix any Serhat va començar a presentar una tertúlia televisiva en Kanal 7 crida Serhat'la Rizikosuz que va acabar després de sis emissions. Després d'uns mesos, Riziko! va tornar al Kanal 7 al 2000 i va continuar amb 65 emissions. Al setembre de 2005, Serhat copresentó l'espectacle de TV Kalimerhaba amb Katerina Moutsatsou, un concurs que va ser produït per End Productions. Al final del 2009, Serhat va crear una orquestra de ball "Caprice the Show" amb 18 músics i va dur a terme moltes representacions en els anys següents.
Amb la seva Companyia, organitza també alguns esdeveniments anuals com ara el Concurs de Música de Liceus (Liselerarası Müzik Yarışması, 1998-present), el Megahit-International Mediterranean Song Contest (Megahit-Uluslararası Akdeniz Şarkı Yarışması, 2002-2004) i Dance Marathon (Dans Maratonu, competició de ball entre liceus o universitats per separat, 2009-present).

#### Assoliments en producció
| Sèrie               | Canals        | Anys                 | Funcionó com | Funcionó com | Notes                               |
| Sèrie               | Canals        | Anys                 | Presentador  | Productor    | Notes                               |
| ------------------- | ------------- | -------------------- | ------------ | ------------ | ----------------------------------- |
| Riziko!             | TRT 1 Kanal 7 | 1994–96 1998–99 2000 | Sí           | Sí           |                                     |
| Hedef 4             | TRT 1 Kanal 7 | 1996–98 1998–99      | (noruec)     | Sí           |                                     |
| Altına Hücum        | Kanal 6       | 1997                 | (noruec)     | Sí           |                                     |
| Serhat'la Rizikosuz | Kanal 7       | 1999                 | Sí           | Sí           |                                     |
| Kalimerhaba         | Show TV       | 2005                 | Sí           | Sí           | Co-allotjat amb Katerina Moutsatsou |

### Carrera musical

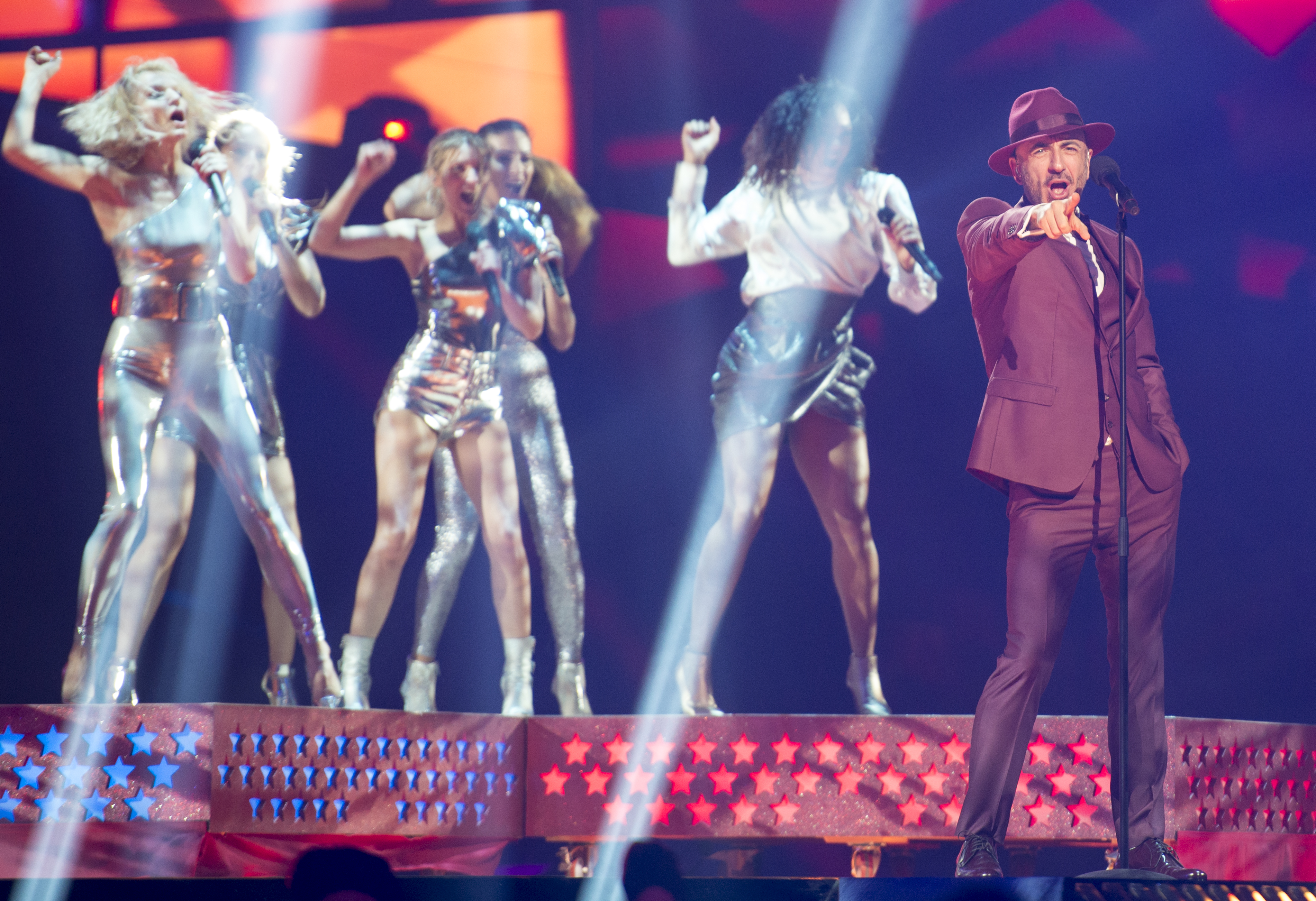
Serhat durant un assaig abans de la primera semifinal del Festival de la Cançó d'Eurovisió 2016 (6 de maig de 2016).

Va començar la seva carrera musical el 1997, amb un senzill de dues cançons "Rüya" i "Ben Bir Daha". In 2004, va llançar el seu segon senzill titulat "Total Disguise" amb el cantant francès Viktor Lazlo en duo. La lletra i música de la cançó van ser escrites per Olcayto Ahmet Tuğsuz i la cançó i la cançó va ser interpretada en anglès i francès. El senzill contenia també vari versions remix de la cançó. El 2005 va gravar la cançó "Chocolate Flavor" i la cançó va ser publicada amb "Total Disguise" com un senzill a Grècia. El 2008 va col·laborar amb la cantant russa-georgina Tamara Gverdtsiteli i van gravar "I Was So Lonely", "No, No, Never (Moscow-Istanbul)", "Ya + Ti" (versió russa de "Total Disguise"). Aquesta cançó va ser publicada com un senzill en l'àlbum de Gverdtsiteli, Vozdushiy Potsyelui (2008).
El 2014 Serhat va començar a treballar a França i Alemanya. Va treure el seu cinquè senzill amb una cançó en francès anomenada "Je m'adore", amb un vídeo musical dirigit per Thierry Vergnes gravat a París. Va aconseguir el número 1 per 5 setmanes en línia la fila de Deutsche Dj Black/Pop Charts, número 1 a Black 30, número 2 a British Dance Charts, número 8 a French Dance Charts i número 9 a Swiss Dance Charts.
El 12 de gener San Marino RTV anunciar que Serhat seria qui representaria a San Marino en el concurs Festival de la Cançó d'Eurovisió 2016 a Estocolm. El 9 de març del 2016, va ser llançada la cançó que ell interpretaria en el concurs, "I Didn't Know". El 10 de maig de l'2016 va realitzar la seva performance a la primera semi final i va fracassar cap a la final, quedant en el 12è lloc. El 2 de novembre de l'2017 "I Didn't Know", la versió disc que va fer en duet amb Martha Wash va ser editada pel músic suec Johan Bejerholm i es va publicar com un senzill juntament amb un nou vídeo. La cançó va entrar amb el 47 ° lloc a la llista de Dance Club Songs dels Estats Units i va aconseguir la seva més alta posició amb el 25 ° lloc a la quarta setmana de la llista. Amb això, Serhat es va convertir en el primer intèrpret turc que va figurar en ella. Una nova versió en duet amb Élena Paparizu de "Total Disguise", es va publicar el 22 de juny del 2018 per CAP-Sounds i el video va sortir a l'aire el 14 de setembre.

#### Discografia
Senzills
- 1997: "Rüya-Ben Bir Daha"
- 2004: "Total Disguise" (duo amb Viktor Lazlo)
- 2005: "Chocolate Flavour"
- 2008: "I Was So Lonely-No No Never" (duo amb Tamara Gverdtsiteli)
- 2014: "Je m'adore"
- 2016: "I Didn't Know"
- 2017: "I Didn't Know" (duo amb Martha Wash)
- 2018: "Total Disguise" (duo amb Élena Paparizu)

### Altres treballs
Des de 2010, Serhat és el president de Verein der Ehemaligen Schüler der Deutschen Schule Istanbul (turc: İstanbul Alman Liseliler Derneği) i des de 2013 membre de la junta de Verein zum Betrieb der Deutschen Schule Istanbul (turc: İstanbul Özel Alman Lisesi İdare Derneği).

## Premis i honors
| Any  | Premis         | Categoria                                  | Treball | Resultat  |
| ---- | -------------- | ------------------------------------------ | ------- | --------- |
| 1995 | Papallona d'Or | Millor conductor masculí de l'any          | Riziko! | Guanyador |
| 1995 | Papallona d'Or | La millor demostració del concurs de l'any | Riziko! | Guanyador |
| 1996 | Papallona d'Or | La millor demostració del concurs de l'any | Riziko! | Guanyador |

- 1998: Fair Play Grand Prize per Comitè Olímpic Nacional de Turquia[49]
- 2003: FIDOF (International Federation of Festival Organizations) Annual Golden Transitional Media Ring of Friendship[50]
- 2004: Clau d'Or de la Ciutat d'Alexandria[50][51]